# Prempur
Prempur fou un estat tributari protegit de l'agència de Mahi Kantha a la presidència de Bombai. Estava format per 5 pobles, amb 1.694 habitants el 1901. Els seus ingressos s'estimaven en 3.991 rúpies el 1900, pagant un tribut de 187 rúpies al Gaikwar de Baroda i 47 rúpies al raja d'Idar.